# 鬼父
《鬼父》（日语：鬼父 〜愛娘強制発情〜）為2008年10月24日發行的日本成人遊戲，製作公司為BLUE GALE。2009年8月28日發售第2作《鬼父2》。2015年10月30日發售續作《鬼父after》（鬼父after ～濡れ透け愛莉と雨やどり編～），2016年2月19日發售續作《鬼父after2》（鬼父after2 〜真理奈と新型発情スプレーテスト編〜）。OVA系列都是由PoRO發售。

## 登場人物
配音員只有遊戲公開，OVA是未公開。
秋月孝三（聲：未公開）
主人公。甲北大學生化學研究室的教授、博士。雖然在做實驗的時候發生意外失去了男性機能，但是在學園和秋月真理奈與秋月愛莉相遇的瞬間，自己感覺到了讓自己吃驚的性衝動，之後只在十幾歲的少女身上才能感覺到性衝動。
為了把這對姐妹搞到手做了完全的準備，成為了她倆的繼父。
開發了紫色噴霧的春藥，對目標下手時會噴在她們臉上。
秋月真理奈（聲：川岛梨乃）
聖楓學園3年生。日法混血兒，秋月愛莉的姐姐。成績優秀，體育方面卻不怎樣。
由於母親工作忙，為了分擔母親的壓力而在家中包攬了家務活。有著保守、認真性格。為母親找到新的伴侶（後父秋月孝三）而高興。與妹妹的不承認相反，真理奈非常支持後父加入自己的家庭並對後父有著相當的信任。
秋月愛莉（聲：櫻川未央）
聖楓學園1年生。自由奔放、任性。秋月真理奈的妹妹。
從屬於girlspop（ガールズポップ）輕音樂部社團的主唱，是學園的歌姬。說話時總是用着不討喜的言辭，但對於姐姐卻是非常的尊敬。對於後父秋月孝三的態度是不但不承認其身份，甚至是對他到了極端討厭的地步。
秋月華代子（聲：水純菜菜步）
秋月真理奈和秋月愛莉的母親。前夫為法國人（官方設定中女兒是日法混血），和前夫離婚，後來又被秋月孝三偽裝的紳士外表所騙而與秋月孝三再婚。
聖楓學園擔任外語教師。
倉中紗奈（聲：野宮香央里）
聖楓學園1年生。愛莉的朋友。
映像部成員。想拍攝以愛莉為主角的音樂錄像。
三上由佳（聲：このは）
聖楓學園3年生。真理奈的同學。
以診斷父親的病為條件，參與孝三的秘密實驗。

## OVA
OVA是成人動畫作品。最初PoRO預定發售2卷，由於銷售量不錯而又陸續推出鬼父 Re-birth、鬼父 Re-born等一系列OVA作品，成為PoRO最暢銷的知名代表作品。由於OVA的成功也讓BLUE GALE決定發售《鬼父after》，將配音員也特地換成OVA的配音員，角色外型也重新繪製。

### 發售日
鬼父
上巻　2009年10月30日發售。
下巻　2010年5月28日發售。
　2013年11月29日發售。
鬼父 Re-birth
2011年4月28日發售。
鬼父 Re-born
Vol.1　2011年12月22日發售。
Vol.2 2012年12月28日發售。
　2014年8月29日發售。
鬼父 Rebuild
Vol.1　2013年12月27日發售。
Vol.2　2014年8月29日發售。
Vol.3　2014年12月26日發售。
　2016年1月29日發售。
鬼父 Refresh
「～狂妄的浪漫史停不下來♥～」2015年8月14日發售。
「～狂妄變態朋友是沙灘妓女♥～」2015年12月25日發售。
「〜狂妄的心肝寶貝♥〜」2016年12月29日發售。
「〜狂妄不會屈服於浪漫攻勢♥〜」2017年4月28日發售
鬼父 妖怪劇場 〜狂妄的狸貓碰碰碰♥〜
2016年4月28日發售。

### 工作人員
- 原作：BLUE GALE
- 企畫：
- 監督、分鏡：野火止用太
- 劇本：PON
- 人物設定：
- 製作、動畫製作、發售：PoRO
- 製作人：天手毛天

## 影響
在部分的新聞媒體中，有時會將「鬼父」當作用語直接指稱父親對女兒的性騷擾或性侵害案件中的父親。
2015年7月有网友在Facebook贴出一段影片，内容是西班牙Cartoon Network電視頻道誤播《鬼父》片段，引发轩然大波。

## 外部連結
- BLUE GALE （页面存档备份，存于）（日語）
- 鬼父官方網站，存於網際網路檔案館（日語）
- PoRO上的《鬼父》 （页面存档备份，存于）（日語）